# Lijst van burgemeesters van Benschop
Dit is een lijst van burgemeesters van de voormalige Nederlandse gemeente Benschop tot die gemeente op 1 januari 1989 opging in de gemeente Lopik.
| Ambtsperiode | Naam burgemeester                              | Partij of stroming | Bijzonderheden |
| ------------ | ---------------------------------------------- | ------------------ | --- |
| 1811 - 1818  | Hanzo Lemstra van Buma                         |                    | eerst maire en daarna burgemeester resp. schout                                                                                                |
| 1818 - 1868  | Jacobus Lemstra van Buma                       |                    | eerst schout, in een deel van dezelfde periode tevens burgemeester van Hoenkoop, Noord- en Zuid Polsbroek (vanaf 1857 Polsbroek) en Willeskop  |
| 1869 - 1899  | Jan Arend van Buma                             |                    | tevens burgemeester van Hoenkoop, Polsbroek en Willeskop                                                                                       |
| 1899 - 1927  | Roelof van Beusekom                            |                    | tevens burgemeester van Hoenkoop en Polsbroek                                                                                                  |
| 1927 - 1935  | jhr.mr. Petrus Willem Constantijn van der Goes |                    | tevens burgemeester van Hoenkoop en Polsbroek                                                                                                  |
| 1935 - 1962  | C.L. Schreuders                                | ARP                | tevens burgemeester van Hoenkoop en Polsbroek                                                                                                  |
| 1962 - 1979  | Dries (D.) Zielhuis                            | ARP                | tevens burgemeester van Hoenkoop (tot opheffing in 1970) en Polsbroek, eerder waarnemend burgemeester van Waarder, Barwoutswaarder en Rietveld |
| 1979 - 1989  | Hendrik (H.C.) Schriever                       | SGP                | tevens burgemeester van Polsbroek, later waarnemend burgemeester van Langbroek                                                                 |